# Willem Stibolt
Willem Noble Stibolt (ur. 9 czerwca 1890 w Drammen, zm. 5 kwietnia 1964 w Oslo) – tenisista reprezentujący Norwegię. Brał udział w igrzyskach w Sztokholmie (1912), gdzie startował w olimpijskich turniejach singlowych i deblowym (w parze z Bjarne Angellem) na kortach otwartych.

## Występy na letnich igrzyskach olimpijskich

### Turnieje singlowe
| Igrzyska | Konkurencja                     | 1/64 finału | 1/32 finału       | 1/16 finału     | Ćwierćfinał     | Półfinał        | Finał/Mecz o trzecie miejsce | Klasyfikacja końcowa |
| Igrzyska | Konkurencja                     | Rywal       | Rywal             | Rywal           | Rywal           | Rywal           | Rywal                        | Klasyfikacja końcowa |
| -------- | ------------------------------- | ----------- | ----------------- | --------------- | --------------- | --------------- | ---------------------------- | -------------------- |
| LIO 1912 | Turniej singlowy (kort otwarty) | Wolny los   | Josef Šebek P 0:3 | → Nie awansował | → Nie awansował | → Nie awansował | → Nie awansował              | Miejsca 17-32        |

### Turnieje deblowe
| Igrzyska | Konkurencja                             | Partner       | 1/32 finału            | 1/16 finału      | Ćwierćfinał      | Półfinał         | Finał/Mecz o trzecie miejsce | Klasyfikacja końcowa |
| Igrzyska | Konkurencja                             | Partner       | Rywal                  | Rywal            | Rywal            | Rywal            | Rywal                        | Klasyfikacja końcowa |
| -------- | --------------------------------------- | ------------- | ---------------------- | ---------------- | ---------------- | ---------------- | ---------------------------- | -------------------- |
| LIO 1912 | Turniej deblowy mężczyzn (kort otwarty) | Bjarne Angell | L. Žemla J. Just P 0:3 | → Nie awansowali | → Nie awansowali | → Nie awansowali | → Nie awansowali             | Miejsca 17-32        |